# Paul Scully-Power

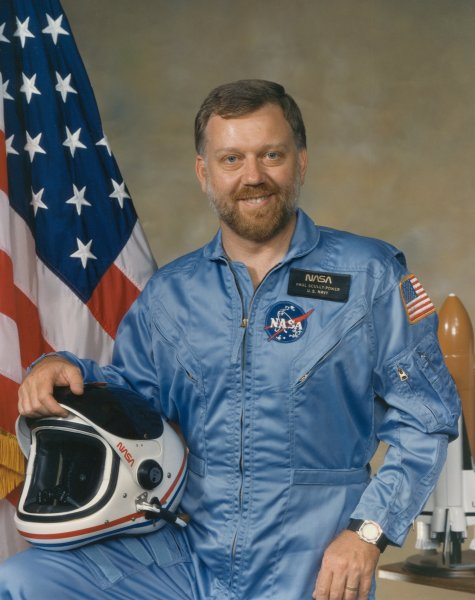
Paul Scully-Power

Paul Scully-Power (Sydney, 28 mei 1944) is een voormalig astronaut die werd geboren in Australië maar de Amerikaanse nationaliteit heeft. Hij werd in oktober 1984 de eerste astronaut uit het zuidelijk halfrond toen hij met de STS-41-G missie mee ging. Tevens werd hij de eerste geboren Australiër in de ruimte.
Op 13 oktober landde hij na 8 dagen in de ruimte weer op aarde en kreeg hij zijn eerste en enige missie-insigne.